# DS-39
Děgťarjov DS-39 byl sovětský těžký kulomet užívaný ve druhé světové válce.

## Historie
Koncem 20. let byly v SSSR vzneseny první požadavky na modernizaci či obměnu kulometu Maxim 1910. Jedním z konstruktérů, kteří se tímto problémem zabývali, byl Vasilij Děgťarjov, který na podkladě konkursu z roku 1928 sestrojil kulomet DS-39. Kulomet však trpěl řadou nedostatků a do výzbroje Rudé armády se dostal až roku 1939. I v této době ještě nebyl zdaleka tak dokonalý, jak bylo požadováno, a proto musela být po napadení SSSR nacistickým Německem obnovena výroba kulometů Maxim 1910. Ten však nakonec nebyl nahrazen kulometem DS-39, jak se předpokládalo, ale kulometem SG-43, a to i přesto, že byl konstruktér DS-39 Vasilij Děgťarjov, který už dříve zkonstruoval známý lehký kulomet DP, Stalinovým oblíbencem. V tomto případě byla důležitější kvalita kulometu. A tak v letech 1939 - 1941 bylo vyrobeno pouze přes 10 tisíc kusů DS-39, od další výroby bylo upuštěno.